# Ruchoma szopka w Bieruniu
Ruchoma szopka w Bieruniu – ruchoma szopka bożonarodzeniowa budowana corocznie od 1955 w kościele św. Bartłomieja Apostoła w Bieruniu.
Jest to jedna z najstarszych i największych ruchomych szopek w Polsce.

## Historia
Promotorem budowy ruchomej szopki w kościele św. Bartłomieja Apostoła w Bieruniu był ks. proboszcz Jan Trocha, który podczas wizyty duszpasterskiej u bieruńskiej rodziny Wieczorków, zobaczył małą ruchomą szopkę bożonarodzeniową, którą zrobili bracia – Teofil i Jan, wzorując się na ruchomej szopce w Wambierzycach. Zaproponował, aby podobną zbudować w kościele parafialnym. Na święta Bożego Narodzenia w 1955 pojawiła się w kościele ruchoma szopka, w której budowę zaangażowało się wielu parafian. Początkowo szopka składała się z kilku ruchomych figur. Stopniowo była rozbudowywana o kolejne elementy, a do jej budowy dołączało coraz więcej osób z całego Bierunia.
W 2015 twórcy szopki zostali odznaczeni przez arcybiskupa Wiktora Skworca medalem „Pro Christi Regno” za zasługi w dziele budowania królestwa Bożego w archidiecezji katowickiej.
W 2024 twórcy szopki zostali odznaczeni przez starostę powiatu bieruńsko-lędzińskiego nagrodą Clemens Pro Publico Bono.

## Forma
Szopka ma powierzchnię 40 m², wykończona jest różnego rodzaju materiałami, nad nią rozciąga się 6,5 metrowe tło przedstawiające panoramę Jerozolimy. Szopka liczy ponad 100 figur, z czego większość to figury ruchome; w szopce zostały umiejscowione figury różnych postaci – oprócz tych, które tradycyjnie sytuowane są w szopkach, umieszczono także figury związane z zawodami (m.in. górnik, kowale), stanami (świeccy, kapłani, siostra zakonna) oraz figury postaci z historii Polski i Kościoła (m.in. papież Jan Paweł II, Edmund Bojanowski). Do działania konstrukcji wykorzystane zostały mechanizmy pionowe i poziome, dzięki którym podłączone do nich figury zmierzają w stronę żłobka.

## Dostępność
Jest to najdłużej dostępna kościelna szopka w Polsce; można ją oglądać od świąt Bożego Narodzenia do 14 lutego, kiedy to obchodzony jest odpust ku czci św. Walentego – patrona Bierunia.